# Bình Phước (tỉnh)
Bình Phước là một tỉnh cũ thuộc vùng Đông Nam Bộ, Việt Nam. Trước năm 2025, đây từng là tỉnh có diện tích lớn nhất Nam Bộ.
Tỉnh lỵ của Bình Phước là thành phố Đồng Xoài, cách Thành phố Hồ Chí Minh khoảng 121 km theo đường Quốc lộ 13 và Quốc lộ 14 và 102 km theo đường Tỉnh lộ 741. Bình Phước là tỉnh nằm trong Vùng kinh tế trọng điểm Nam bộ có 240 km đường biên giới với Vương quốc Campuchia trong đó 3 tỉnh biên giới gồm Tbong Khmum, Kratie, Mondulkiri, tỉnh là cửa ngõ đồng thời là cầu nối của vùng với Tây Nguyên và Campuchia.
Năm 2022, Bình Phước là đơn vị hành chính Việt Nam đông thứ 40 về số dân, xếp thứ 33 về Tổng sản phẩm trên địa bàn (GRDP), xếp thứ 24 về GRDP bình quân đầu người, đứng thứ 5 về tốc độ tăng trưởng GRDP. Với 1.214.933 dân, GRDP đạt 111.360 tỉ Đồng (tương ứng với 4.64 tỉ USD), GRDP bình quân đầu người đạt 91.65 triệu đồng (tương ứng với 3.819 USD), tốc độ tăng trưởng GRDP đạt 8.1%.
Bình Phước là nơi định cư và sinh sống của những dân tộc khác nhau, trong đó dân tộc ít người chiếm 17,9%, đa số là người Khmer và Xtiêng, 1 số người Hoa, Nùng, Tày,... vì vậy Bình Phước có những nét văn hóa của người Xtiêng. Tỉnh có những lễ hội truyền thống như Liên hoan văn hóa các dân tộc thiểu số vào tháng 12 hằng năm, lễ hội cầu mưa của người Xtiêng, lễ bỏ mả, lễ hội đánh bạc bầu cua, đánh liêng tố xả láng ở điểm 2, lễ mừng lúa mới của người Khmer.

Biểu trưng cũ
(trước 2022)

Biểu trưng cũ
(2022–2024)

Ngày 12 tháng 6 năm 2025, Quốc hội thông qua Nghị quyết số 202/2025/QH15 về việc sắp xếp đơn vị hành chính cấp tỉnh năm 2025, theo đó tỉnh được giải thể vào 1 tháng 7 năm 2025 để sáp nhập vào tỉnh Đồng Nai.

## Tên gọi
Từ hơn 300 năm trước, cái tên Bình Phước đã được hình thành gắn liền với vùng đất Đồng Nai - Gia Định xưa. Trong dòng chảy lịch sử, văn hóa và con người nơi đây có nhiều nét tương đồng, nơi hội tụ của “hồn thiêng sông núi” đất phương Nam của nước Việt Nam. Dưới thời nhà Nguyễn, Bình Phước thuộc trấn Biên Hòa. Đến giữa thế kỷ XIX, thực dân Pháp chia Nam Kỳ thành 4 khu vực là Sài Gòn, Mỹ Tho, Vĩnh Long, Bắt Xắc lúc này Bình Phước thuộc khu vực Sài Gòn. Năm 1889, thực dân Pháp đổi các tiểu khu thành các tỉnh, Bình Phước thuộc địa phận tỉnh Biên Hòa và Thủ Dầu Một. Từ năm 1956, Việt Nam Cộng hòa thiết lập một số tỉnh mới ở miền Nam trong số đó có hai tỉnh Bình Long và Phước Long (tiền thân của tỉnh Bình Phước). Tên gọi Bình Phước bắt nguồn từ việc sáp nhập hai tỉnh Bình Long và Phước Long thành một đơn vị hành chính phân khu Bình Phước trực thuộc Trung ương Cục miền Nam vào ngày 30 tháng 1 năm 1971. Tên gọi này được ghép từ hai chữ cái đầu của hai tỉnh cũ, thể hiện sự thống nhất và liên kết giữa hai vùng đất này. Cuối năm 1972, phân khu Bình Phước giải thể và tỉnh Bình Phước chính thức được thành lập. Năm 1976, chính quyền mới hợp nhất tỉnh Bình Dương và tỉnh Bình Phước thành tỉnh Sông Bé. Ngày 06 tháng 11 năm 1996, thông qua nghị quyết của Quốc hội, chia tỉnh Sông Bé thành tỉnh Bình Dương và tỉnh Bình Phước (tỉnh được tái lập). Tên gọi Bình Phước được ghép từ hai chữ cái đầu của 2 tỉnh Bình Long và Phước Long (cũ), mang ý nghĩa về sự đoàn kết, thống nhất và sức mạnh chung của hai vùng đất này. Ngày nay, "Bình (平)" có nghĩa là bình yên, hòa bình, ổn định; "Phước (福)" có nghĩa là may mắn, phúc lộc, điềm lành, phát triển; nên tên gọi "Bình Phước" có ý nghĩa là "Vùng đất lành bình yên & phát triển", thể hiện sự kết hợp hài hòa giữa hai yếu tố "Bình" và "Phước".

## Địa lý
Tổng diện tích đất lâm nghiệp của tỉnh Bình Phước chiếm 51,3% tổng diện tích đất toàn tỉnh. 
- Phía đông giáp tỉnh Đắk Nông và tỉnh Lâm Đồng
- Phía tây giáp tỉnh Tây Ninh và tỉnh Tbong Khmum của Campuchia
- Phía nam giáp tỉnh Bình Dương và tỉnh Đồng Nai
- Phía bắc giáp các tỉnh Mondulkiri và Kratié của Campuchia

Tỉnh có khoảng 91 mỏ, điểm quặng, điểm khoáng với 20 loại khoáng sản có tiềm năng triển vọng khác nhau thuộc 4 nhóm gồm nguyên liệu phân bón, kim loại, phi kim loại, đá quý và bán quý. Trong đó nguyên vật liệu xây dựng, cao lanh, đá vôi… là loại khoáng sản "có triển vọng và quan trọng nhất" của tỉnh.
Nằm trong vùng mang đặc trưng khí hậu nhiệt đới gió mùa với 2 mùa là mùa mưa và mùa khô, Vào mùa mưa, thời tiết mát mẻ hơn, lượng mưa lớn hơn, vào mùa khô, lượng mưa ít hơn, độ ẩm không khí giảm, thời tiết se lạnh hơn vào đầu mùa khô đến giữa mùa khô đến cuối mùa khô thời tiết khô nóng hơn, nhiệt độ bình quân trong năm đều và ổn định từ 25,8 ⁰C - 26,2 °C. Và thấp kỷ lục là 10⁰C cao kỷ lục là 38⁰C.

### Giao thông
Trên địa bàn tỉnh giao thông thông suốt nối trong và ngoài tỉnh, hầu hết được nhựa hóa. Với các tuyến đường chính như Quốc lộ 13 từ cầu Tham Rớt đi theo hướng Nam – Bắc qua trung tâm huyện Chơn Thành, Bình Long đến cửa khẩu Hoa Lư với tổng chiều dài là 79,90 km, Quốc lộ 14 nối các tỉnh Tây Nguyên qua Bình Phước về Thành phố Hồ Chí Minh với 112,70 km.
Các tuyến đường khác như tỉnh lộ 741 kết nối trung tâm tỉnh với huyện Đồng Phú và thị xã Phước Long, các tuyến đường liên huyện đã được láng nhựa, gần 90% đường đến trung tâm các xã đã được láng nhựa, các tuyến đường nối với tỉnh Tây Ninh, tỉnh Lâm Đồng đã được láng nhựa. Đường nối với tỉnh Đồng Nai được nâng cấp mở rộng.
Tháng 11 năm 2012, về doanh thu vận tải hành khách tháng này ước thực hiện 48,94 tỷ đồng, tăng 1,4% so tháng 10, tăng 13% so với cùng kỳ năm trước. Doanh thu vận tải hàng hoá tháng này ước thực hiện 30,38 tỷ đồng, tăng 3,3% so tháng trước và tăng 15,5% so cùng kỳ năm 2011.
Dự kiến đến năm 2020-2025 có tuyến đường sắt xuyên Á đi qua cửa khẩu Hoa Lư với tuyến đường sắt đi Thành phố Hồ Chí Minh và các tỉnh Miền Tây Nam Bộ. Tuyến đường xuyên Á sẽ nối với các nước Campuchia, Lào, Myanmar, Malaysia, Thái Lan cho lưu thông hàng hóa và người qua lại giữa các nước trong khu vực.

### Biển số xe các huyện thuộc tỉnh Bình Phước
Biển số xe hay còn gọi là biển đăng ký xe các huyện thuộc tỉnh Bình Phước, cụ thể như sau:

Biểu trưng mới (2024 - nay)

- Thành phố Đồng Xoài: 93-P1
- Thị xã Bình Long: 93-E1
- Thị xã Phước Long: 93-K1
- Huyện Bù Đăng: 93-L1
- Huyện Bù Đốp: 93-G1
- Huyện Bù Gia Mập: 93-H1
- Thị xã Chơn Thành: 93-B1
- Huyện Đồng Phú: 93-M1
- Huyện Hớn Quản: 93-C1
- Huyện Lộc Ninh: 93-N1 & 93-F1
- Huyện Phú Riềng: 93-Y1Biểu trưng mới (2024 - nay)

## Lịch sử
Thời nhà Nguyễn, phần phía nam Bình Phước thuộc tỉnh Biên Hòa, trong khi vùng đông bắc thuộc vùng núi tỉnh Bình Thuận. Đến giữa thế kỷ XIX, thực dân Pháp chia Nam Kỳ thành 4 khu vực là Sài Gòn, Mỹ Tho, Vĩnh Long, Bassac lúc này Bình Phước thuộc khu vực Sài Gòn. Năm 1889, thực dân Pháp đổi các tiểu khu thành các tỉnh, Bình Phước thuộc địa phận tỉnh Biên Hòa và Thủ Dầu Một.
Từ năm 1956, Việt Nam Cộng hòa thiết lập 1 số tỉnh ở miền Nam. 2 tỉnh Bình Long và Phước Long là tiền thân của tỉnh Bình Phước. Ngày 30 tháng 1 năm 1971, Trung ương Cục miền Nam thành lập phân khu Bình Phước. Cuối năm 1972, phân khu Bình Phước giải thể, tỉnh Bình Phước chính thức được thành lập.
Ngày 2 tháng 7 năm 1976, tại kỳ họp thứ 1 quốc hội khóa VI, Quốc hội nước Cộng hòa Xã hội Chủ nghĩa Việt Nam thành lập tỉnh Sông Bé gồm Thủ Dầu Một, Bình Phước và 3 xã thuộc huyện Thủ Đức, chia thành 7 huyện, thị và 1 thị xã. Ngày 9 tháng 2 năm 1978, tái lập huyện Lộc Ninh từ 1 số xã của 2 huyện Bình Long và Phước Long. Ngày 4 tháng 7 năm 1988, tái lập huyện Bù Đăng từ 1 phần huyện Phước Long.
Ngày 1 tháng 1 năm 1997, tỉnh Sông Bé tách thành 2 tỉnh là Bình Dương và Bình Phước, lúc này tỉnh Bình Phước được tái lập, gồm 5 huyện phía bắc của tỉnh Sông Bé là: Bình Long, Bù Đăng, Đồng Phú, Lộc Ninh, Phước Long.
Ngày 1 tháng 9 năm 1999, thành lập thị xã Đồng Xoài - thị xã tỉnh lỵ tỉnh Bình Phước trên cơ sở tách 1 phần diện tích và dân số của huyện Đồng Phú.
Ngày 20 tháng 2 năm 2003, tái lập huyện Chơn Thành từ 1 phần huyện Bình Long và tái lập huyện Bù Đốp từ 1 phần huyện Lộc Ninh.
Ngày 11 tháng 8 năm 2009, theo Nghị quyết số 35/NQ-CP của Thủ tướng Chính phủ, chia huyện Bình Long thành thị xã Bình Long và huyện Hớn Quản; chia huyện Phước Long thành thị xã Phước Long và huyện Bù Gia Mập.
Ngày 15 tháng 5 năm 2015, Ủy ban Thường vụ Quốc hội ban hành Nghị quyết số 931/NQ-UBTVQH14, thành lập huyện Phú Riềng trên cơ sở tách 1 số xã thuộc huyện Bù Gia Mập.
Ngày 16 tháng 10 năm 2018, Ủy ban Thường vụ Quốc hội ban hành Nghị quyết số 587/NQ-UBTVQH14 (nghị quyết có hiệu lực từ ngày 1 tháng 12 năm 2018), thành lập thành phố Đồng Xoài trên cơ sở toàn bộ diện tích và dân số của thị xã Đồng Xoài.
Ngày 11 tháng 8 năm 2022, Ủy ban Thường vụ Quốc hội ban hành Nghị quyết số 570/NQ-UBTVQH15 (nghị quyết có hiệu lực từ ngày 1 tháng 10 năm 2022), thành lập thị xã Chơn Thành trên cơ sở toàn bộ diện tích và dân số của huyện Chơn Thành.
Ngày 12 tháng 6 năm 2025, Quốc hội ban hành Nghị quyết số 202/2025/QH15 về việc sắp xếp đơn vị hành chính cấp tỉnh (nghị quyết có hiệu lực từ ngày 12 tháng 6 năm 2025). Theo đó, sáp nhập tỉnh Bình Phước vào tỉnh Đồng Nai.

## Hành chính
Trước ngày 12 tháng 6 năm 2025, tỉnh Bình Phước có 11 đơn vị hành chính cấp huyện, gồm 1 thành phố, 3 thị xã và 7 huyện, chia thành 111 đơn vị hành chính cấp xã gồm 20 phường, 5 thị trấn và 86 xã.
| Diện tích (km²)                | 169.05         | 126,28         | 390,34         | 119.38         | 1.503             | 377,5            | 1.061,16 | 935,4             | 664,13            | 853.95            | 673,76  |
| Dân số (người) (2021)          | 150.052 (2018) | 105.520        | 121.083        | 81.200         | 161.387           | 68.058           | 89.724   | 120.151           | 116.262           | 139.227           | 108.213 |
| Mật độ dân số (người/km²)      | 887            | 835            | 310            | 680            | 107               | 180              | 84       | 128               | 152               | 163               | 160     |
| Số đơn vị hành chính           | 6 phường, 2 xã | 4 phường, 2 xã | 5 phường, 4 xã | 5 phường, 2 xã | 1 thị trấn, 15 xã | 1 thị trấn, 6 xã | 8 xã     | 1 thị trấn, 10 xã | 1 thị trấn, 12 xã | 1 thị trấn, 15 xã | 10 xã   |
| Năm thành lập                  | 2018           | 2009           | 2022           | 2009           | 1988              | 2003             | 2009     | 1977              | 2009              | 1978              | 2015    |
| Nguồn: Website tỉnh Bình Phước |                |                |                |                |                   |                  |          |                   |                   |                   |         |

## Dân cư
Tính đến ngày 1 tháng 4 năm 2019, dân số toàn tỉnh Bình Phước đạt 994.679 người, mật độ dân số đạt 132 người/km². Trong đó dân số sống tại thành thị đạt gần 235.405 người, chiếm 23,7% dân số toàn tỉnh, dân số sống tại nông thôn đạt 759,274 người, chiếm 76,3% dân số. Dân số nam đạt 501.473 người, trong khi đó nữ đạt 493.206 người. Tỷ lệ tăng tự nhiên dân số phân theo địa phương tăng 1,3 ‰.

### Tôn giáo
Tính đến ngày 1 tháng 4 năm 2019, tỉnh có 13 tôn giáo khác nhau đạt 323.818 người, nhiều nhất là Công giáo có 169.226 người, tiếp theo là Phật giáo đạt 86.996 người, đạo Tin lành có 84.687 người, đạo Cao Đài có 33.092 người, Hồi giáo chiếm 481 người, Phật giáo Hòa Hảo đạt 345 người. Còn lại các tôn giáo khác như Baha'i giáo có 25 người, Đạo Tứ Ân Hiếu Nghĩa có 15 người, Minh Lý Đạo có 10 người, Bà La Môn có 9 người, Minh Sư Đạo và Tịnh độ cư sĩ Phật hội Việt Nam mỗi đạo 5 người và 2 người theo Bửu Sơn Kỳ Hương.

## Kinh tế
Về thu hút đầu tư, năm 2020 có 35 dự án đăng ký đầu tư vào Bình Phước với số vốn 252 triệu USD. Tính lũy kế hiện nay Bình Phước có 273 dự án với 2,65 tỉ USD đăng ký đầu tư. Các nhà đầu tư trong nước đăng ký 7.000 tỉ đồng để phát triển 110 dự án. Tính lũy kế đến nay, có 1.081 dự án với tổng vốn đăng ký đầu tư là 90.700 tỷ đồng.

### Nông nghiệp

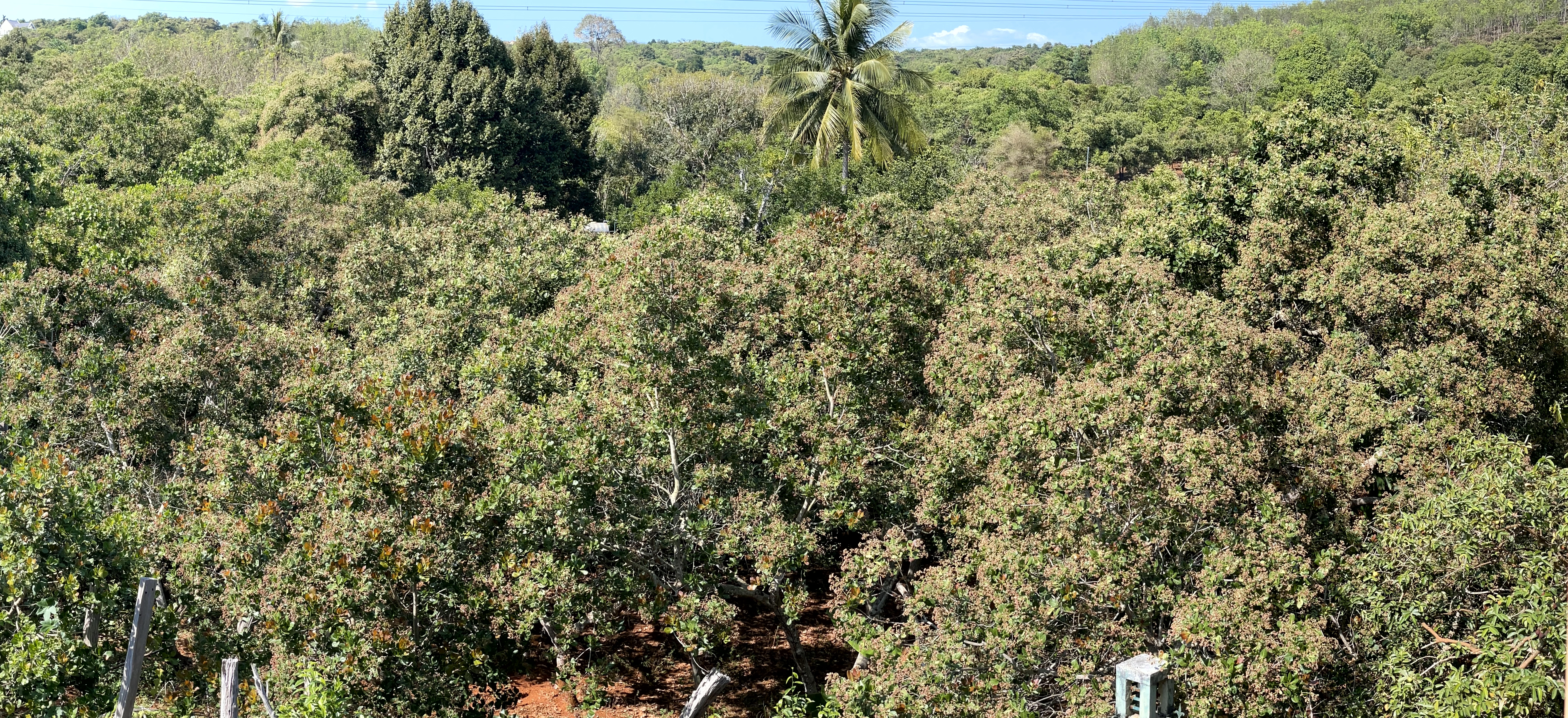
Một vườn điều đang trổ bông ở Bù Đăng, Bình Phước

Năm 2020, tỉnh gieo trồng được: 27.663 ha cây hàng năm, giảm 19,02% so cùng kỳ năm trước; 429.801 ha cây lâu năm, tăng 1,36% so cùng kỳ. Tổng sản lượng lương thực có hạt năm 2020 đạt 51.726 tấn, giảm 6,42% so với cùng kỳ năm 2019..
Ước tính đến hết năm 2020, toàn tỉnh có 13.260 con trâu, tăng 10,28% so với cùng kỳ năm 2019. Bò có 39.418 con, tăng 6,02%. Heo 1.080.000 con, tăng 20,21%. Gia cầm 7.556 ngàn con, tăng 9,06%. Sản lượng thịt trâu xuất chuồng năm 2020 ước 1.126 tấn, tăng 10,39%, bò 39.418 tấn, tăng 6,48%, heo 130.890 tấn, tăng 74,98%; gia cầm 27.880 tấn, tăng 47,64%; so cùng kỳ năm 2019.
Năng suất hạt điều Bình Phước dao động ở mức 600 kg/ha cao hơn mức bình quân của thế giới. Ngành điều là ngành mũi nhọn trong việc phát triển kinh tế của tỉnh Bình Phước.

### Lâm nghiệp
Ước tính năm 2012, diện tích rừng bị chăm sóc bảo vệ 26,95 km², giảm 10,1% so với cùng kỳ năm trước, diện tích rừng được khoanh nuôi tái sinh là 115 ha, đạt kế hoạch, bằng năm 2011, diện tích rừng được giao khoán bảo vệ 32.183 ha, đạt kế hoạch, giảm 1,9% so với năm 2011. Tính đến ngày 31 tháng 10 năm 2012, các ngành chức năng đã phát hiện 65 vụ khai thác rừng trái phép, 213 vụ vận chuyển lâm sản trái pháp luật, 178 vụ mua, bán, cất giữ, chế biến kinh doanh lâm sản trái pháp luật, 79 vụ phá rừng làm thiệt hại 35,42 ha rừng.

### Công nghiệp
Tháng 12 năm 2020, Chỉ số phát triển sản xuất công nghiệp (IIP) tăng 4,87% so với tháng trước và tăng 25,4% so với cùng kỳ năm 2019, trong đó ngành công nghiệp khai thác khoáng sản giảm 3,38%; công nghiệp chế biến, chế tạo tăng 14,41%; sản xuất và phân phối điện, khí đốt tăng 6,69%.

### Ngoại thương
Trong 11 tháng đầu năm 2012, kim ngạch xuất khẩu ước thực hiện được 550.696 ngàn USD, giảm 10,9% so với cùng kỳ năm trước. Tháng 11 năm 2012, ước thực hiện 56.776 ngàn USD, tăng 1,5% so tháng trước và giảm 14,1% so cùng kỳ năm 2011. Trong tổng kim ngạch xuất khẩu, kinh tế nhà nước ước thực hiện 16.490 ngàn USD, chiếm 29%, tăng 12,8% so tháng trước và giảm 12,9% so với cùng kỳ, kinh tế tư nhân 29.536 ngàn USD, chiếm 52%, giảm 5,9% so tháng trước và giảm 25,9% so với cùng kỳ, kinh tế có vốn đầu tư nước ngoài 10.750 ngàn USD, chiếm 18,9%, tăng 8,5% so tháng trước và tăng 47,4% so với cùng kỳ. Trong đó, Hạt điều nhân ước thực hiện 1.417 tấn (trị giá 9.280 ngàn USD), Mủ cao su thành phẩm ước thực hiện 11.050 tấn (trị giá 32.618 ngàn USD), Hàng nông sản khác ước thực hiện 2.370 ngàn USD, Hàng dệt may ước thực hiện 1.359 ngàn USD, Hàng điện tử ước thực hiện 3.000 ngàn USD, sản phẩm bằng gỗ ước thực hiện 2.066 ngàn USD, Hàng hóa khác ước thực hiện 4.440 ngàn USD.
Trong 11 tháng năm 2012, kim ngạch nhập khẩu ước thực hiện được 103.939 ngàn USD, giảm 6,5% so với cùng kỳ năm trước. Tháng 11 năm 2012 ước thực hiện 14.810 ngàn USD, tăng 11,8% so tháng trước và tăng 43,7% so cùng kỳ năm trước. Trong tổng kim ngạch xuất khẩu, kinh tế nhà nước ước không thực hiện, kinh tế tư nhân 5.098 ngàn USD chiếm 34,4%, giảm 16,3% so tháng trước và giảm 15,4% so với cùng kỳ, kinh tế có vốn đầu tư nước ngoài 9.712 ngàn USD chiếm 65,6%, tăng 35,7% so tháng trước và tăng 126,8% so cùng kỳ năm trước. Trong đó, vải may mặc ước thực hiện 4.900 ngàn USD, hàng điện tử ước thực hiện 2.600 ngàn USD, hàng hóa khác ước thực hiện 7.212 ngàn USD.

### Giáo dục
Năm học 2011 đến 2012, toàn tỉnh có 429 trường học. Toàn tỉnh có 26/111 xã, phường, thị trấn bị huyện, thị xã công nhận phổ cập giáo dục mầm non 5 tuổi, 100% số xã, phường, thị trấn đạt chuẩn xóa nạn mù chữ, phổ cập giáo dục tiểu học và THCS, học sinh tốt nghiệp THCS đạt 99,7%. 1 năm học có tỷ lệ học sinh bỏ học các cấp giảm còn 0,5% (giảm so với các năm trước từ 2 - 3%).
Năm 2018, tỉnh có 517 trường học, 237.476 học sinh. Cán bộ, giáo viên, nhân viên công tác tại các trường đạt 15.304 cán bộ. Một số địa phương khó khăn về cơ sở vật chất trường, lớp học.

## Hình ảnh

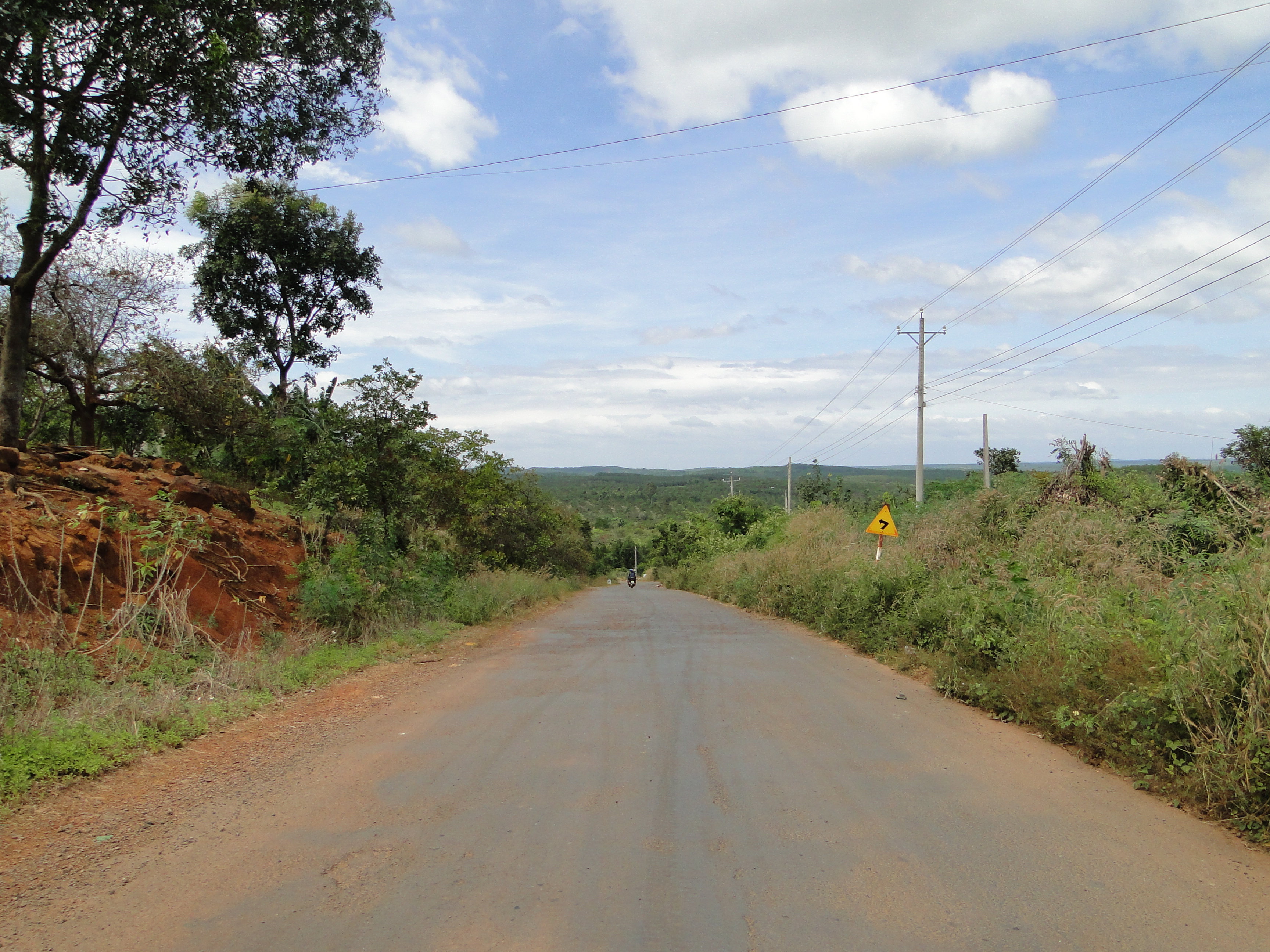
Đường liên huyện ở huyện Bù Đăng
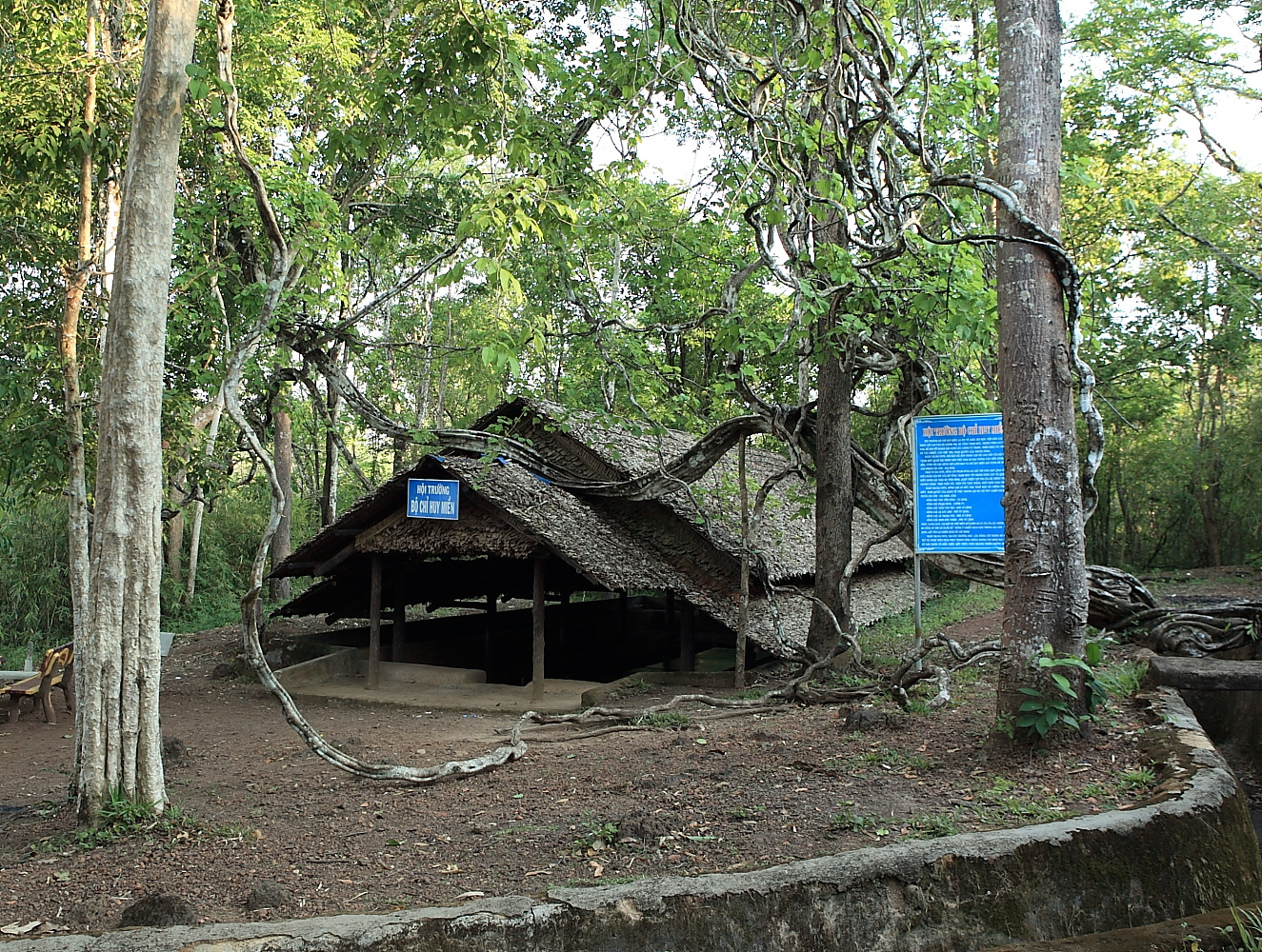
Di tích căn cứ kháng chiến ở huyện Lộc Ninh
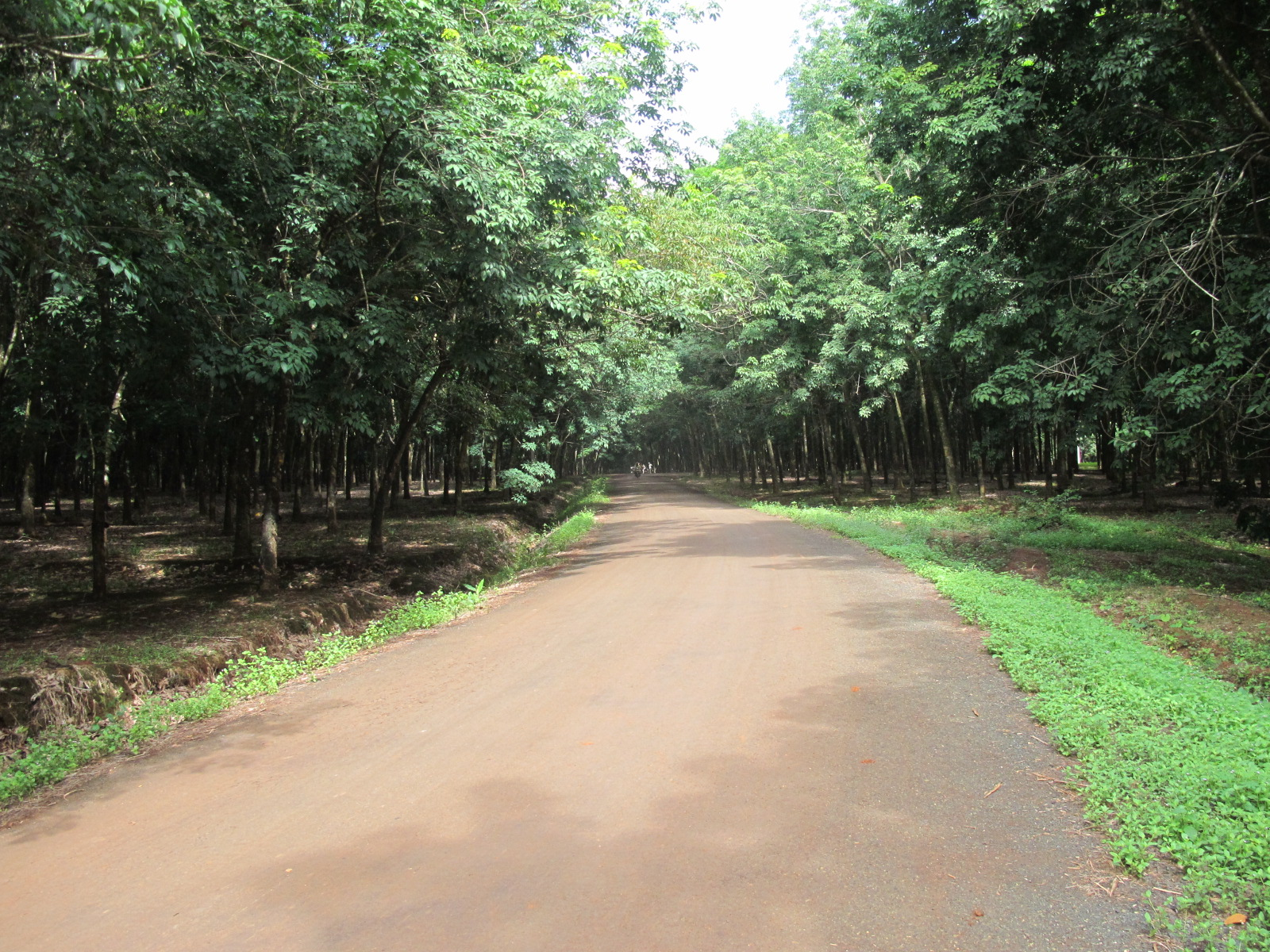
Đường liên huyện ở thị xã Bình Long
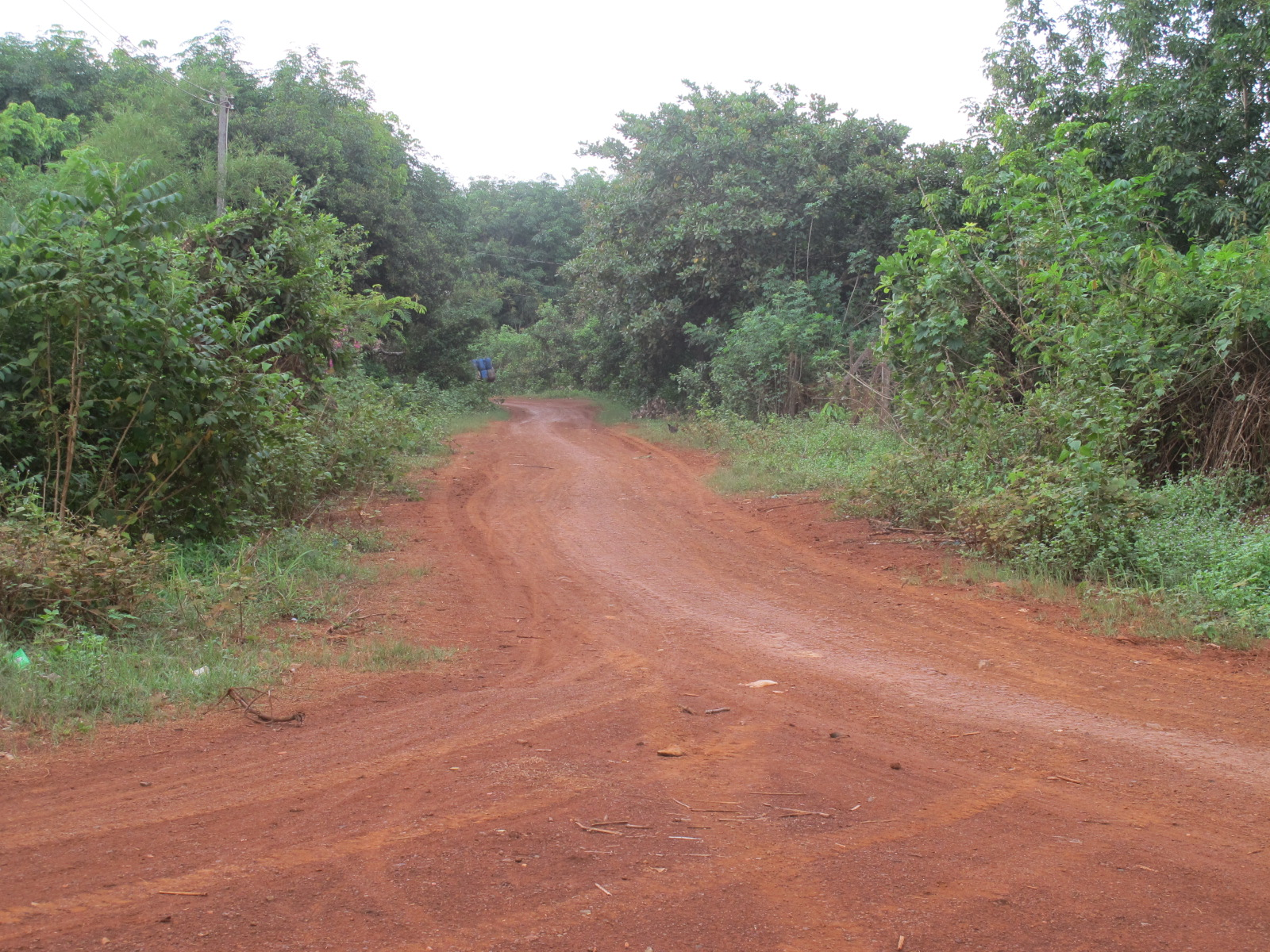
Đường liên xã ở thị xã Bình Long
Ngã tư trung tâm thành phố Đồng XoàiNgã tư trung tâm thành phố Đồng Xoài
Trung tâm hành chính tỉnh Bình PhướcTrung tâm hành chính tỉnh Bình Phước
Khu phố trung tâm thành phố Đồng XoàiKhu phố trung tâm thành phố Đồng Xoài
Tượng đài Chiến thắng Đồng XoàiTượng đài Chiến thắng Đồng Xoài
Trường Cao đẳng Sư phạm Bình PhướcTrường Cao đẳng Sư phạm Bình Phước
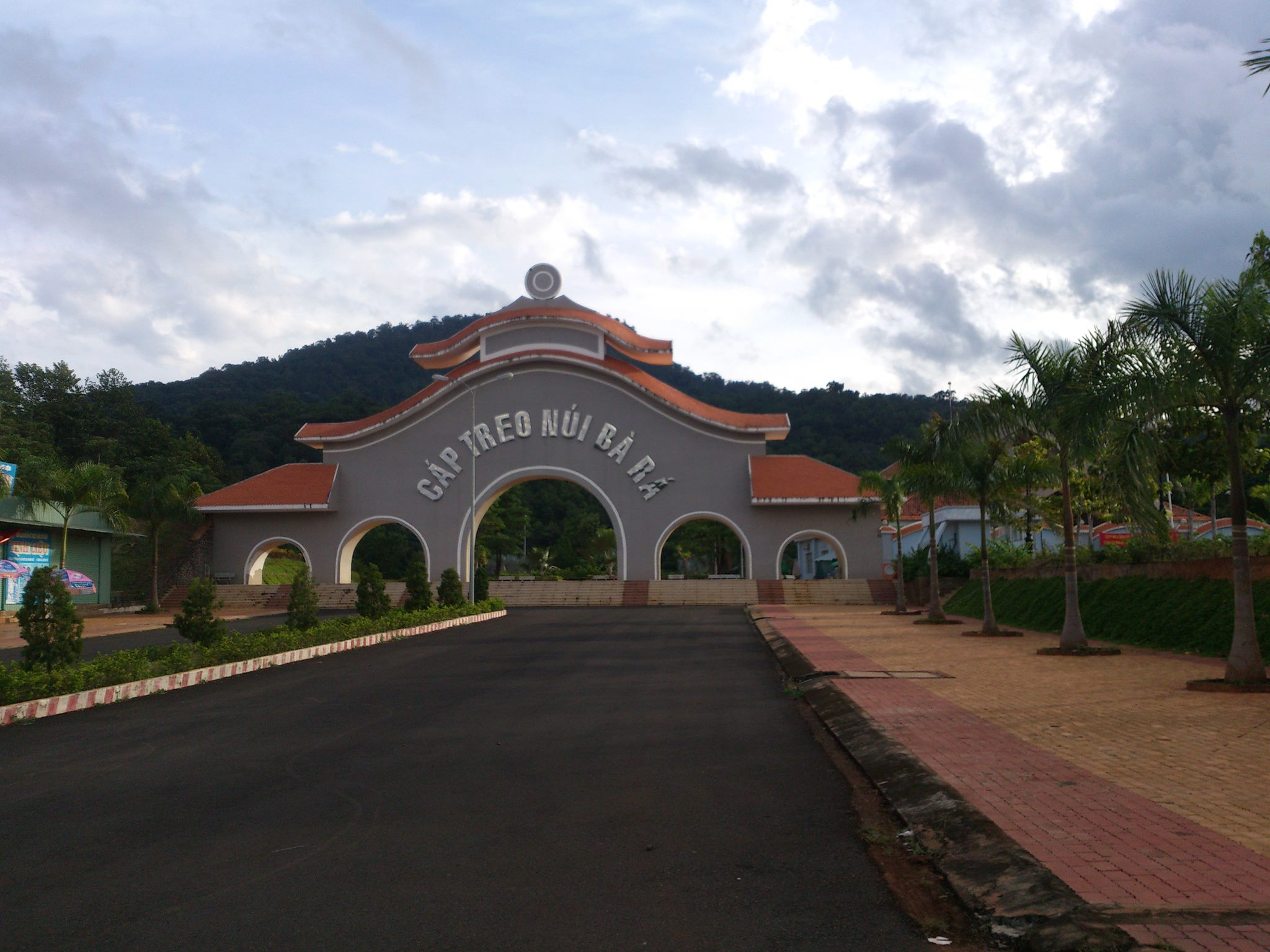
Khu du lịch Bà Rá
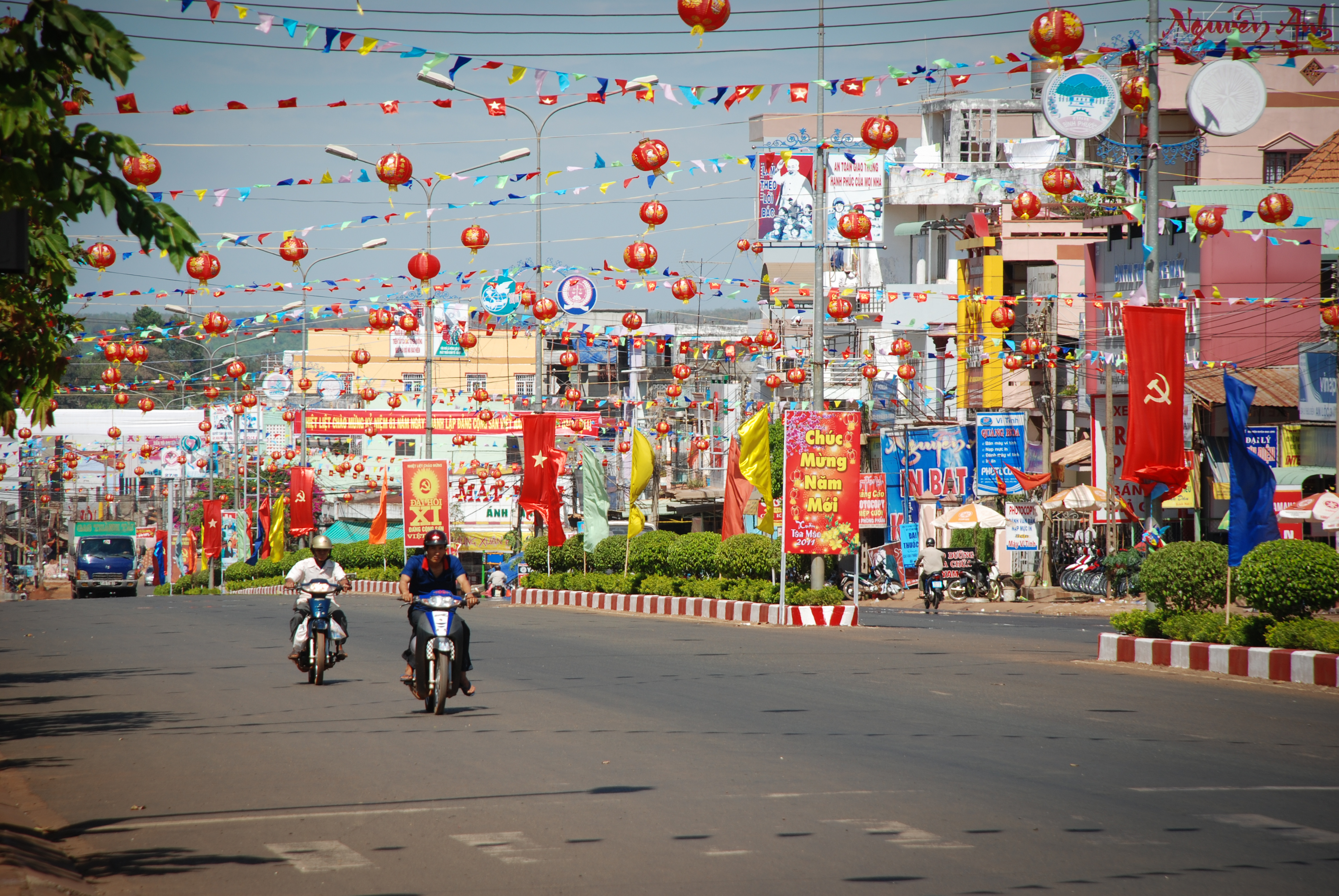
Đường phố ở thị xã Bình Long
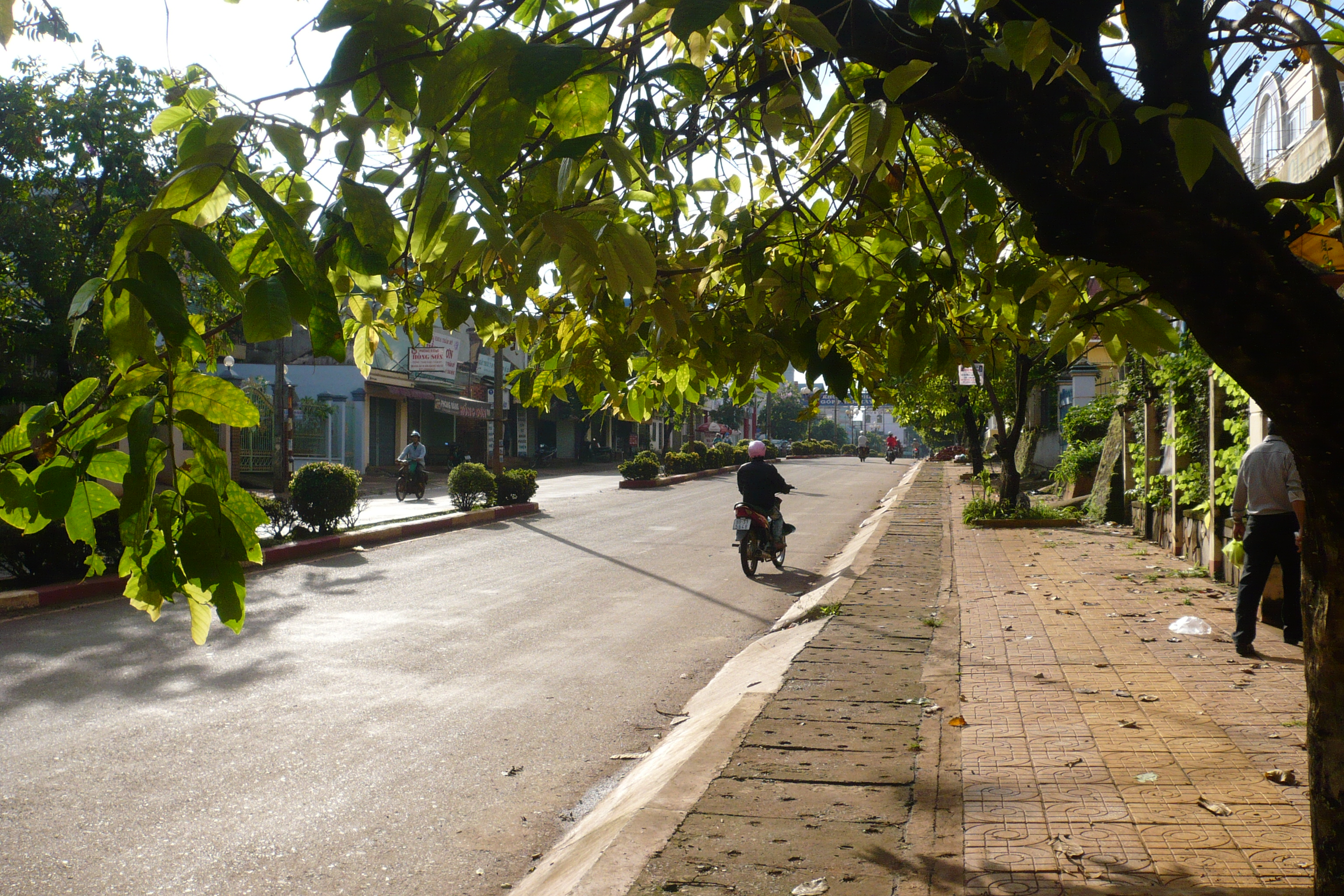
Thị trấn Lộc Ninh

## Địa phương kết nghĩa
- Kratié (Campuchia)[37]
- Mondulkiri (Campuchia)[37]
- Stung Treng (Campuchia)[38]
- Jeolla Nam (Hàn Quốc)[39]